# Karpecenkove, Seredîna-Buda
Karpecenkove (în ucraineană Карпеченкове) este un sat în comuna Znob-Trubcevska din raionul Seredîna-Buda, regiunea Sumî, Ucraina.

## Demografie
Componența lingvistică a localității Karpecenkove
     Rusă (97,78%)
     Ucraineană (2,22%)
Conform recensământului din 2001, majoritatea populației localității Karpecenkove era vorbitoare de rusă (97,78%), existând în minoritate și vorbitori de ucraineană (2,22%).